# Nama propinquum
Nama propinquum är en strävbladig växtart som beskrevs av Julius Sterling Morton och C. L. Hitchcock. Nama propinquum ingår i släktet Nama och familjen strävbladiga växter. Inga underarter finns listade i Catalogue of Life.